# Luis Chávez
Luis Gerardo Chávez Magallón (Cihuatlán, 1996. január 15. –) a mexikói válogatott labdarúgója, aki 2019 óta a Pachucában játszik középpályásként.

## Pályafutása

### Klubcsapatokban
2011-ben még a CF Pachuca U15-ös ifjúsági csapatában szerepelt, de a következő évre a Tijuanához került, ahol az U17-től végigjárta a korosztályos csapatokat, sőt, 2014. július 18-án egy Puebla elleni mérkőzésen a felnőtt első osztályban is bemutatkozott. Végül egészen 2019-ig maradt a Tijuanánál, de ekkor visszakerült a Pachucához, amellyel bajnoki címet is szerzett a 2022-es Apertura szezonban.

### A válogatottban
A felnőtt válogatottban először 26 évesen, 2022. április 27-én, egy Guatemala elleni barátságos mérkőzésen lépett pályára, majd ezek után rögtön rendszeres kerettaggá vált, igaz, főként csak barátságos mérkőzéseken szerepelt. 2022-ben azonban beválogatták a világbajnokságon szereplő mexikói keretbe is, ahol Szaúd-Arábia ellen egy hatalmas szabadrúgásgólt is lőtt: ez volt első válogatottbeli gólja.

#### Mérkőzései a válogatottban
| Mexikó | Mexikó               | Mexikó                            | Mexikó       | Mexikó   | Mexikó        | Mexikó                   | Mexikó | Mexikó  |
| #      | Dátum                | Helyszín                          | Hazai        | Eredmény | Vendég        | Kiírás                   | Gólok  | Esemény |
| ------ | -------------------- | --------------------------------- | ------------ | -------- | ------------- | ------------------------ | ------ | ------- |
| 1.     | 2022. április 27.    | Orlando, Camping World Stadion    | Mexikó       | 0 – 0    | Guatemala     | barátságos               | 0      |         |
| 2.     | 2022. június 5.      | Chicago, Soldier Field            | Mexikó       | 0 – 0    | Ecuador       | barátságos               | 0      | 59'     |
| 3.     | 2022. június 11.     | Torreón, Estadio TSM Corona       | Mexikó       | 3 – 0    | Suriname      | CONCACAF Nemzetek Ligája | 0      |         |
| 4.     | 2022. június 14.     | Kingston, Függetlenség Park       | Jamaica      | 1 – 1    | Mexikó        | CONCACAF Nemzetek Ligája | 0      |         |
| 5.     | 2022. augusztus 31.  | Atlanta, Mercedes-Benz Stadion    | Mexikó       | 0 – 1    | Paraguay      | barátságos               | 0      | 78'     |
| 6.     | 2022. szeptember 24. | Pasadena, Rose Bowl               | Mexikó       | 1 – 0    | Peru          | barátságos               | 0      | 68'     |
| 7.     | 2022. szeptember 27. | Santa Clara, Levi’s Stadium       | Mexikó       | 2 – 3    | Kolumbia      | barátságos               | 0      | 61'     |
| 8.     | 2022. november 9.    | Gerona, Estadio Montilivi         | Mexikó       | 4 – 0    | Irak          | barátságos               | 0      | 46'     |
| 9.     | 2022. november 16.   | Gerona, Estadio Montilivi         | Mexikó       | 1 – 2    | Svédország    | barátságos               | 0      |         |
| 10.    | 2022. november 22.   | Doha, 974 Stadion                 | Mexikó       | 0 – 0    | Lengyelország | vb-csoportkör            | 0      |         |
| 11.    | 2022. november 26.   | Loszaíl, Loszaíli Nemzeti Stadion | Argentína    | 2 – 0    | Mexikó        | vb-csoportkör            | 0      |         |
| 12.    | 2022. november 30.   | Loszaíl, Loszaíli Nemzeti Stadion | Szaúd-Arábia | 1 – 2    | Mexikó        | vb-csoportkör            | 1      | 52'     |
|        | Összesen             |                                   |              | 12       | mérkőzés      |                          | 1      | gól     |